# NGC 2090
NGC 2090 é uma galáxia espiral (Sc) localizada na direcção da constelação de Columba. Possui uma declinação de -34° 15' 03" e uma ascensão recta de 5 horas, 47 minutos e 01,6 segundos.
A galáxia NGC 2090 foi descoberta em 29 de Outubro de 1826 por James Dunlop.